# Домниц
Домниц (њем. Domnitz) општина је у њемачкој савезној држави Саксонија-Анхалт. Једно је од 29 општинских средишта округа Зале. Према процјени из 2010. у општини је живјело 746 становника. Посједује регионалну шифру (AGS) 15088080.

## Географски и демографски подаци
Домниц се налази у савезној држави Саксонија-Анхалт у округу Зале. Општина се налази на надморској висини од 143 метра. Површина општине износи 17,1 km². У самом мјесту је, према процјени из 2010. године, живјело 746 становника. Просјечна густина становништва износи 44 становника/km².

## Међународна сарадња
| Мјесто | Држава     | Врста сарадње | Од    |
| ------ | ---------- | ------------- | ----- |
|        | Пољска     | пријатељство  | 1991. |
|        | Швајцарска | пријатељство  | 1991. |
| Извор  |            |               |       |